# Machatas
Machatas (en grec ancien Μαχάτας / Machátas) est un noble macédonien du IVe siècle av. J.-C. originaire d'Élimée et le père d'Harpale.

## Biographie
Machatas appartient à la famille princière d'Élimée. Il a pour frère Derdas III, archonte d'Élimée, et pour sœur Phila qui épouse Philippe II vers 359 av. J.-C. Il est le père d'Harpale, le trésorier d'Alexandre le Grand. Il a aussi pour fils Tauron et Philippe, probablement le satrape d'Inde.
Après l'annexion de l'Élimée par Philippe II, il semble avoir résidé à la cour de Pella, même si selon Plutarque il n'aurait pas bénéficié d'une considération correspondant à son rang.